# Kopydło (Wisła)

Jednostki strukturalne Wisły

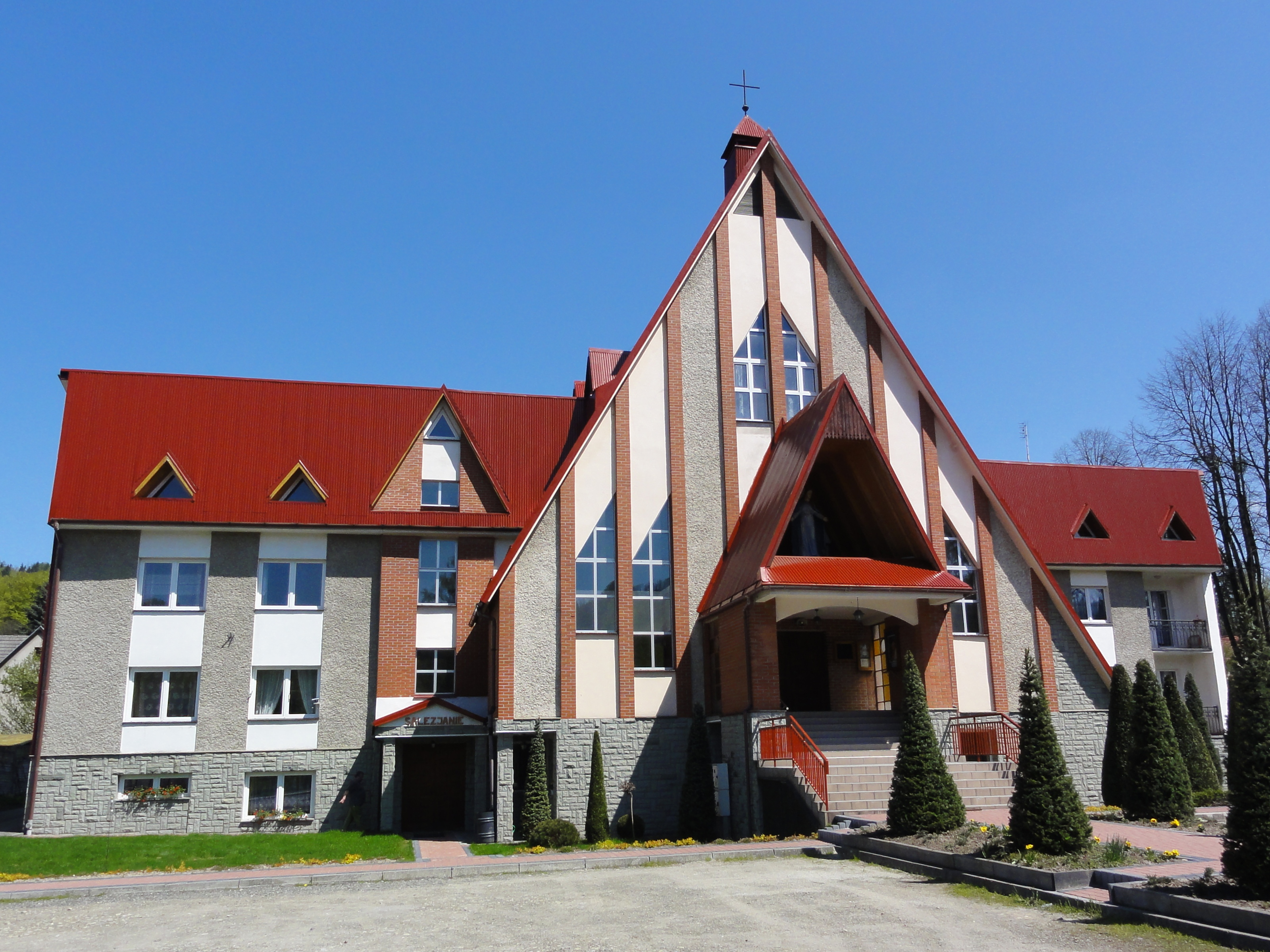
Klasztor i kościół salezjanów

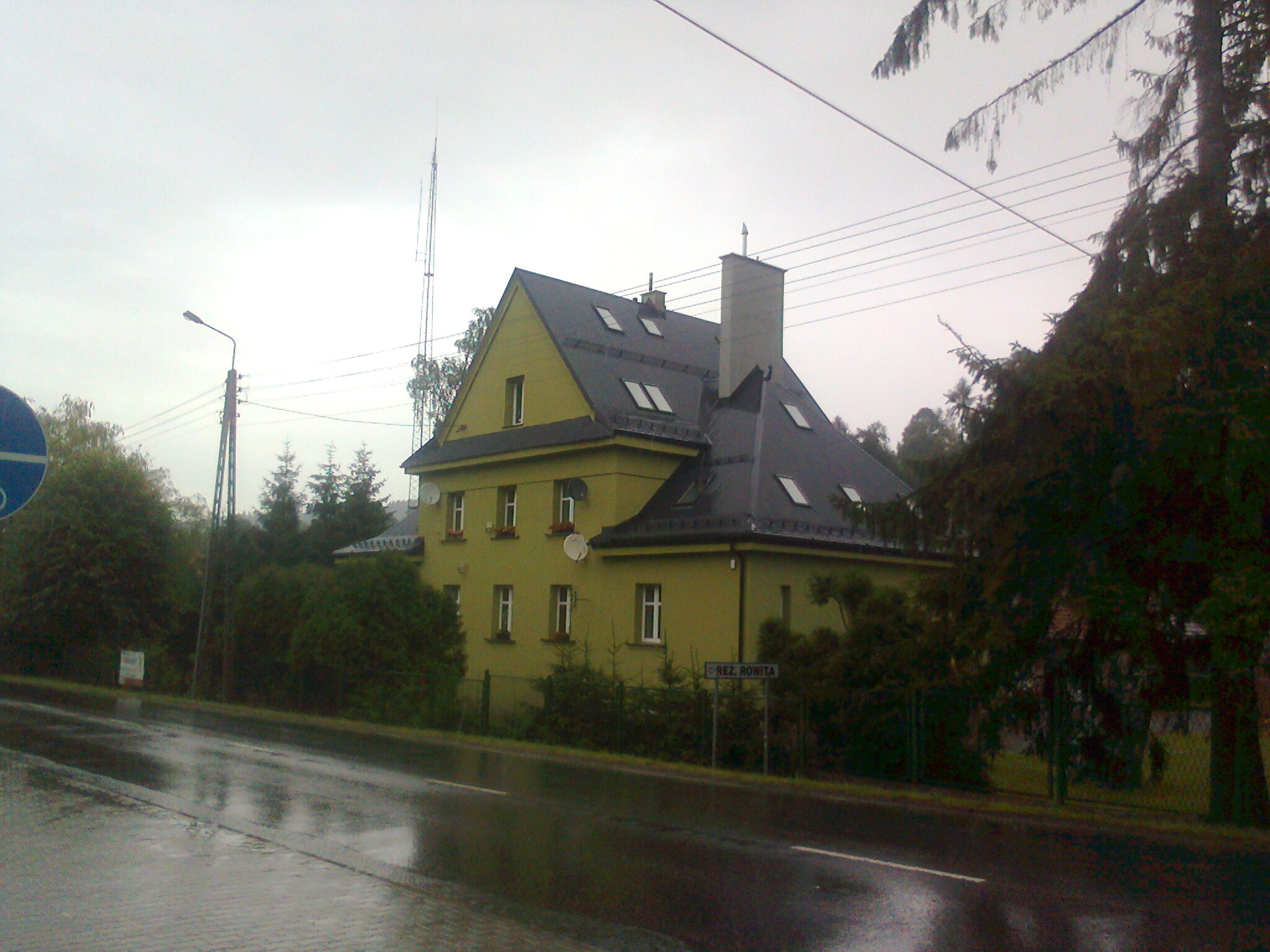
Budynek dawnej Strażnicy WOP (obecnie prywatny budynek mieszkalny)

Kopydło – jednostka strukturalna miasta Wisła w województwie śląskim. Stanowi najbardziej na północ wysuniętą część osiedla Głębce (nr 4). Obejmuje odcinek doliny potoku Kopydło na większej części długości ulicy Kopydło wraz z osiedlami położonymi na otaczających ją stokach: Kobylej po stronie zachodniej i grzbietu Groniczka po stronie wschodniej.
Przez Kopydło, wzdłuż doliny potoku Kopydło, biegnie droga nr 941 z Wisły przez przełęcz Kubalonkę do Istebnej, a nieco wyżej, stokami Kobylej, linia kolejowa z Goleszowa do Wisły Głębiec. Na terenie Kopydła znajduje się przystanek kolejowy Wisła Kopydło.
Kopydło było wspominane po raz pierwszy w drugiej połowie XVIII w. Feld (...) uber dem Fluß Kopidla gennant zanotowano w roku 1771, a Luka i pole Kopidlo były wzmiankowane w roku 1788. W 1836 roku pojawiła się forma Kopidło, a w roku 1900 Kopydła.
Osiedle zaczęło się rozwijać wraz z Głębcami w latach międzywojennych, zwłaszcza w latach 30., po wybudowaniu szosy przez Kubalonkę do Istebnej oraz linii kolejowej do Głębiec. Powstał wówczas szereg pierwszych willi i pensjonatów, w tym m.in. zbudowana w stylu witkiewiczowskim willa „Wierchy” pod grzbietem Groniczka. Wówczas również powstała, działająca w stylowym, drewnianym (nieistniejącym już) budynku, słynna restauracja „Turystyczna” – jeden z kilku lokali w Wiśle z regularnymi dancingami. Pozostała po nim pamiątkowa nazwa przystanku autobusowego (Wisła Głębce Turystyczna).
Na terenie Kopydła znajduje się m.in. Zespół Szkół Gastronomiczno-Hotelarskich im. Władysława Reymonta (ul. W. Reymonta 2). Początki szkolnictwa zawodowego w Wiśle wiążą się z szybkim rozwojem miejscowości jako ośrodka turystyczno-wypoczynkowego, jaki miał miejsce w latach międzywojennych. W 1936 roku powstała tu Szkoła Przysposobienia Hotelarskiego, prowadząca jednoroczne kursy hotelarstwa i żywienia. Po II wojnie światowej szkołę reaktywowano, a w 1947 roku przekształcono w trzyletnie Gimnazjum Hotelarskie. W 1951 roku powołano w jego miejsce czteroletnie Technikum Gospodarcze, przy którym w roku 1957 utworzono Zasadniczą Szkołę Zawodową. W 1968 roku zespół szkół uzupełniło Technikum Gastronomiczne, zwane później popularnie „Patelniokiem”. Szkoły te mieściły się w różnych obiektach i dopiero w 1969 roku zespół otrzymał nowoczesny obiekt w Kopydle. Absolwenci Zespołu Szkół od początku znajdowali zatrudnienie w licznych domach wczasowych w Wiśle, Ustroniu i okolicy, ale także w hotelach i obsłudze ruchu turystycznego w całej Polsce.
Na terenie Kopydła znajduje się klasztor o.o. salezjanów z kościołem p.w. Matki Boskiej Częstochowskiej.
Od 1945 roku na terenie Kopydła znajdowała się Strażnica Wojsk Ochrony Pogranicza Stożek/Wisła, a od 1991 do 2003 roku Strażnica Straży Granicznej w Wiśle.
Na stoku u podnóży Kobylej, ponad torami kolejowymi, niewielki ośrodek narciarski „Pasieki”.
W Kopydle urodził się, a później mieszkał przez szereg lat Adam Małysz. W dzielnicy tej znajduje się bar „U Bociana”, w którym w czasach sukcesów sportowych Adama Małysza odnoszonych na skoczniach całego świata gromadził się fanklub skoczka.